# Salvelinus japonicus
Salvelinus japonicus es una especie de pez de la familia Salmonidae en el orden de los Salmoniformes.

## Hábitat
Vive en zonas de aguas  templadas (35 ° N-33 º N).

## Distribución geográfica
Se encuentra en Asia: endemismo del río Totsukawa, en la isla de Honshu (Japón).